# 브록 대학교
브록 대학교(Brock University)는 캐나다 온타리오주 세인트캐서린에 위치한 종합 대학교이다. 학교 이름은 캐나다의 장군 아이삭 브록(Major General Sir Isaac Brock)에서 따왔다. 그는 1812년 영국-미국 전쟁 때 브록 대학교에서 30 km 떨어진 퀸스톤 고지(Queenston Heights)에서 전사하였다. 그의 마지막 말은 "전진!"(Surgite!)이었는데 이는 이 대학의 교훈이기도 하다.